# Roméo et Juliette (émission de télévision)
Pour les articles homonymes, voir Roméo et Juliette (homonymie).
Roméo et Juliette est une émission de télévision française de documentaire du réel diffusée sur France 2 le mardi 24 avril 2012 à 20h35, présentée par le comédien Hicham Nazzal et produite par BBC Worldwide, suivie par 696 000 personnes (2,6% de parts d'audience) soit le plus mauvais résultat de la chaine sur cette tranche horaire et ce, malgré une presse unanimement enthousiaste : le magazine Le Point parle d'« événement », le quotidien Sud Ouest de « sincérité, humanisme et rigueur », Le Monde évoque « beaucoup de finesse et de sensibilité », quand le journal Libération parle de l'animateur du programme comme d'un « nouvel espoir télégénique du service public » dans le portrait de dernière de couverture qui lui est consacré.
L'émission suit la rencontre de quarante lycéens des établissements Molière et l'Abbé-Grégoire de Paris autour d'un projet commun : l'adaptation de la pièce de William Shakespeare dont Alain Sachs (récompensé à de nombreuses reprises d'un Molière du théâtre) est le metteur en scène, et Bruno Sevaistre le réalisateur. 
Les lycéens se sont produits sur la grande scène du Théâtre de l'Odéon. Le tournage de l'émission a commencé en septembre 2011 et s'est achevé à la représentation finale, le 19 décembre 2011.
Le patron de la chaine, Jean Réveillon, reconnait alors une erreur de programmation, tout en soulignant « la qualité du programme, porteur des valeurs du service public ».